# バーチャルインフルエンサー
バーチャルインフルエンサー（virtual influencer）は、人間の「インフルエンサー」に代わってソーシャルメディア・マーケティングで使用される、コンピュータで生成された架空の人物。 バーチャルインフルエンサーは、本物のシチュエーションと本物の人物のように見えるように、意図的に3Dアーティストによって設計されている。 

## 例
- リル・ミケーラ[7]
- ぶろう[8][9]